# Grýtubakkahreppur
Grýtubakkahreppur – gmina w północnej Islandii, w regionie Norðurland eystra, obejmująca północno-zachodnią część półwyspu Flateyjarskagi, położona na wschodnim wybrzeżu fiordu Eyjafjörður. Na terenie gminy uchodzi do tego fiordu rzeka Fnjóská.. Większość obszaru gminy jest górzysta i niezamieszkana. Ludność gminy, obejmująca blisko 400 osób (2018), zamieszkuje w większości w głównej miejscowości gminy Grenivík (297 mieszk., 2018) oraz w zabudowaniach położonych wzdłuż drogi nr 83 prowadzącej z Grenivík do drogi krajowej nr 1. Jedną z atrakcji turystycznych gminy jest zabytkowa farma Laufás z domami torfowymi i kościołem.

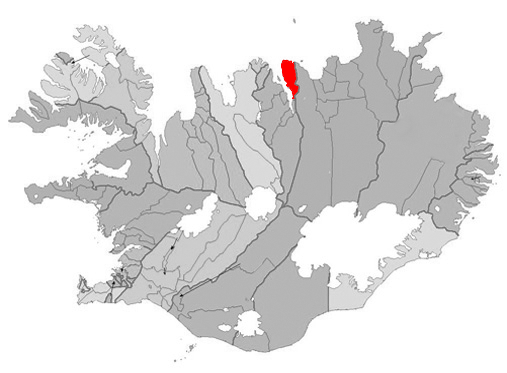
Położenie gminy Grýtubakkahreppur na mapie administracyjnej kraju